# Descendência de Eduardo III de Inglaterra
O rei Eduardo III da Inglaterra e sua mulher, Philippa de Hainault, tiveram oito filhos e cinco filhas. A Guerra das Rosas foi travada entre as diferentes facções dos descendentes de Eduardo III. A lista a seguir descreve a genealogia que dá suporte aos herdeiros do sexo masculino que ascendem ao trono durante o conflito e os papéis de seus primos. Contudo, para mobilizar armas e riqueza, os principais protagonistas significativos foram Ricardo Neville, 16º Conde de Warwick ("O Criador de Reis"), Edmund Beaufort, 4º Duque de Somerset e Henrique Percy, 3º Conde de Northumberland e suas famílias. Um papel menos poderoso, mas determinante, foi desempenhado por Humphrey Stafford, 1º duque de Buckingham e Isabel Woodville e suas famílias.

## Filhos

### Eduardo, o Príncipe Negro (1330–1376)
Eduardo, o Príncipe Negro (15 de junho de 1330 – 8 de junho de 1376), Duque da Cornualha, Príncipe de Gales. O filho mais velho de Eduardo III, que faleceu antes de seu pai e nunca se tornou rei.

### Guilherme de Hatfield (1336–1337)
Guilherme de Hatfield (1336 – 1337), foi o segundo filho, nasceu em Hatfield próximo de Doncaster em West Riding of Yorkshire no fim de 1336, onde Eduardo III celebrou o Natal com a Rainha Filipa. Ele foi batizado por William Melton, arcebispo de York, mas faleceu logo depois. Ele foi sepultado na Catedral de York em 10 de fevereiro de 1337.

### Lionel de Antuérpia, duque de Clarence (1338–1368)
Lionel de Antuérpia, 1º duque de Clarence (29 de novembro de 1338 – 7 de outubro de 1368), foi o terceiro filho. Ele também faleceu antes de seu pai.

### João de Gante, 1º duque de Lancaster (1340–1399)
João de Gante (6 de março de 1340 – 3 de fevereiro de 1399), 1º duque de Lancaster, foi o quarto filho.

#### Herdeiros legítimos do sexo masculino (Lancaster)
Do casamento de João de Gante e Blanche de Lancaster, filha e herdeira do Duque de Lancaster, descendem os legítimos herdeiros do sexo masculino, os Lancaster.

#### Herdeiros masculinos legitimados (Beaufort)
Os herdeiros legitimados de João de Gante foram a família Beaufort, seus descendentes por sua amante e, mais tarde, sua mulher, Katherine Swynford.

### Edmundo de Langley, 1º duque de York (1341-1402)
Edmundo de Langley, 1º duque de York (5 de junho de 1341 – 1 de agosto de 1402), foi o quinto filho. Seus descendentes foram os Yorks. Ele teve dois filhos: Eduardo de Norwich, 2º duque de York, morto lutando ao lado de Henrique V na Batalha de Agincourt, e Ricardo de Conisburgh, 3º conde de Cambridge.

### Guilherme de Windsor (1348–1348)
Guilherme de Windsor (24 de junho de 1348 – 5 de setembro de 1348), foi o sétimo filho.

### Tomás de Woodstock, duque de Gloucester (1355–1397)
Tomás de Woodstock, 1º duque de Gloucester (7 de janeiro de 1355 – 8/9 de setembro de 1397), foi o oitavo filho. Ele foi um dos Lordes Recorrentes influentes sob Ricardo II, foi assassinado ou executado por traição, possivelmente por ordem de Ricardo II; seu eventual herdeiro foi sua filha Anne, que se casou com um membro da família Stafford, cujos herdeiros se tornaram os duques de Buckingham. Henry Stafford, 2º duque de Buckingham, descendia de Tomás de Woodstock por parte de pai e de João Beaufort por parte de mãe.

## Filhas
- Isabel (16 de junho de 1332 – 1382), casou-se com Enguerrando VII de Coucy, 1.º Conde de Bedford. Com descendência.[12]
- Joana (fevereiro de 1334 – 2 de setembro de 1348) faleceu de peste em Bordéus, a caminho de se casar com Pedro de Castela. Sem descendência.[13]
- Blanche (1342), faleceu jovem.[14]
- Maria (10 de outubro de 1344 – 1362), casou-se com João IV, duque da Bretanha. Sem descendência.[15]
- Margarita (20 de julho de 1346 – 1361), casou-se com John Hastings, 2º Conde de Pembroke. Sem descendência.[16]